# The Cigarette Papers
The Cigarette Papers, paru la première fois en 1996, est un ouvrage portant sur les documents qui ont pour la première fois démontré que « les sociétés de tabac savaient depuis longtemps les conséquences désastreuses du tabagisme, et n'ont rien fait ». Le livre a été rédigé sous la direction de Stanton Glantz (en), John Slade, Lisa Bero (en), Peter Hanauer et Deborah E. Barnes. La préface est de C. Everett Koop, ancien Surgeon General of the United States.
En mai 1994, Stanton Glantz, militant connu pour son opposition au tabagisme et professeur à l'université de Californie à San Francisco, reçoit 4 000 pages d'archives portant sur les activités de l'industrie du tabac. Le responsable de cet envoi a seulement été identifié par le surnom de Mr. Butts (en) (nom d'une cigarette anthropomorphe créée par Garry Trudeau ; butt est synonyme de mégot en slang américain). Les documents décrivent, sur une période de 30 ans, les activités internes de la société de tabac américaine Brown & Williamson,,.

### Citations originales
1. ↑  tobacco companies had long known the grave dangers of smoking, and did nothing about it